# نيلسون لورنس
نيلسون لورنس (بالفرنسية: Nelson Laurence)‏ هو لاعب كرة قدم سيشلي، ولد في 19 أكتوبر 1984. شارك مع منتخب سيشل لكرة القدم.

## وصلات خارجية
- نيلسون لورنس على موقع الاتحاد الدولي (مؤرشف)  (الإنجليزية)
- نيلسون لورنس على موقع قاعدة بيانات كرة القدم.إي يو (الإنجليزية)
- نيلسون لورنس على موقع ناشيونال فوتبول تيمز (الإنجليزية)